# Seraph Bay
Die Seraph Bay ist eine Bucht am südöstlichen Ende der Thurston-Insel vor der Eights-Küste des westantarktischen Ellsworthlands. Sie wird im Nordwesten durch das Kap Annawan, im Südwesten durch das Abbot-Schelfeis und im Südosten durch die Dustin-Insel begrenzt.
Die Bucht wurde bei Überflügen während der United States Antarctic Service Expedition (1939–1941) im Februar 1940 entdeckt. Genauere Positionsbestimmungen unternahm die United States Navy bei einer Erkundungsfahrt in die Bellingshausen-See im Februar 1960. Das Advisory Committee on Antarctic Names benannte sie 1947 nach der Brigg Seraph, die im Rahmen der US-amerikanischen Palmer-Pendleton-Expedition (1829–1931) zur Erschließung neuer Robbenfanggründe auf der Antarktischen Halbinsel und den Südshetland-Inseln eingesetzt wurde.